# 상속녀
상속녀(Las herederas, The Heiresses)는 프랑스에서 제작된 마르셀로 마르티네시 감독의 2018년 드라마 영화이다. 아나 브룬 등이 주연으로 출연하였다.

## 출연

### 주연
- 아나 브룬
- 마가리타 이룬